# Luke (ort i Bosnien och Hercegovina, Federationen Bosnien och Hercegovina, lat 43,81, long 18,12)
Luke är en ort i Bosnien och Hercegovina.   Den ligger i entiteten Federationen Bosnien och Hercegovina, i den centrala delen av landet, 20 km väster om huvudstaden Sarajevo. Luke ligger 701 meter över havet och antalet invånare är 542.
Terrängen runt Luke är kuperad åt nordväst, men åt sydost är den bergig.Runt Luke är det ganska tätbefolkat, med 93 invånare per kvadratkilometer.. Närmaste större samhälle är Sarajevo, 19,5 km öster om Luke. 
Omgivningarna runt Luke är en mosaik av jordbruksmark och naturlig växtlighet.